# Amomum brachychilus
Amomum brachychilus är en enhjärtbladig växtart som beskrevs av Karl Moritz Schumann. Amomum brachychilus ingår i släktet Amomum och familjen Zingiberaceae.
Artens utbredningsområde är Sulawesi. Inga underarter finns listade i Catalogue of Life.